# Ghost (sång av Ella Hendersson)
Ghost är en låt av den brittiska singer-songwritern Ella Henderson från albumet Chapter One som släpptes den 8 juni 2014. Låten är skriven av Henderson själv, Kenan Williams, Ryan Tedder (sångare i musikgruppen One Republic), Noel Zancanella och Michael Daley och beskrivs med genren pop.